# Szeletian
Het Szeletian was een industrie in Oost- en Midden-Europa tussen 50.000 en 35.000 jaar geleden, tijdens het Initieel laatpaleolithicum. Het ging vooraf aan het Bohunicien maar overlapt dat ook. In deze periode vindt men in West-Europa het Châtelperronien. De industrie is genoemd naar de typevindplaats, de Szeletagrot in het Hongaarse Bükkgebergte, andere vindplaatsen liggen in het oosten van Midden-Europa, bijvoorbeeld de nederzetting Vedrovice V in Moravië. Uit de weinige vondsten uit deze periode valt op te maken dat de bladvormige klingen hier op vuistbijlen leken.
De cultuur wordt uitgelegd als ontstaan uit het Moustérien van de late neanderthalers onder invloed van het Emiran en Ahmarian van de moderne mensen, die zich in die periode over Europa verspreidden.